# Стругач
Стругач је праисторијско камено оруђе, одбитак или сечиво, најчешће ретуширано трансферзално дубоким и издигнутим ретушем, под углом већим од 60°.
Преовлађују у индустријама окресаног камена млађег палеолита, а спорадично се јављају и у старијим периодима. Претпоставља се да су се користили за обраду крзна и коже животиња.
На основу морфолошких карактеристика деле се на: стругаче на сечивима, стругаче на одбицима, пљоснате, дебеле (чунасте). На основу облика радне ивице деле се на: лучне, шиљате, њушкасте, раменасте, ноктасте и кружне.